# Seohārā
Seohārā är en ort i Indien.   Den ligger i distriktet Bijnor och delstaten Uttar Pradesh, i den norra delen av landet, 150 km öster om huvudstaden New Delhi. Seohārā ligger 232 meter över havet och antalet invånare är 46 546.
Terrängen runt Seohārā är mycket platt. Runt Seohārā är det mycket tätbefolkat, med 1 018 invånare per kvadratkilometer. Närmaste större samhälle är Sherkot, 13,2 km norr om Seohārā. Trakten runt Seohārā består till största delen av jordbruksmark.